# Ричард Трули
Ричард Харисън Трули (на английски: Richard Harrison Truly) е вицеадмирал от USN и астронавт на НАСА, участник в два космически полета. Той е първият астронавт, който става Директор на НАСА.

## Образование
Р. Трули завършва гимназия в родния си град. През 1959 г. получава бакалавърска степен по аерокосмическо инженерство от Технологичния институт в Атланта, Джорджия.

## Военна кариера
На 7 октомври 1960 г., Ричард Трули завършва курса за обучение на морски летци. Лети на реактивен изтребител F-8 Crusader в състава на бойна ескадрила 33 (VF-33), базирана първоначално на самолетоносача USS Intrepid (CV-11), а по-късно и на атомния самолетоносач USS Enterprise (CVN-65). По време на службата си на двата самолетоносача извършва повече от 300 самостоятелни приземявания. От 1963 до 1965 г. е инструктор в школата за експериментални тест пилоти в авиобазата Едуардс, Калифорния. В края на кариерата си, Ричард Трули достига звание вицеадмирал от USN. Заедно с Томас Стафорд и Сюзан Хелмс са единствените астронавти достигнали такова положение във въоръжените сили на САЩ.

## Служба в НАСА
На 14 август 1969 г., Ричард Трули е избран за астронавт от НАСА, Астронавтска група №7. Включен е в поддържащите екипажи на Скайлаб 2, Скайлаб 3, Скайлаб 4 и експерименталния проект Аполо-Союз. След това е включен във втория екипаж за изпитания на космическата совалка - ALT (на английски: Approach and Landing Tests Program). На совалката Ентърпрайз извършва три изпитателни полета. Получава назначение като пилот при втория орбитален полет на космическата совалка (STS-2), а втория си полет в космоса осъществява като командир на мисията STS-8. След катастрофата с Чалънджър на 28 януари 1986 г., полетите на совалките са прекратени за повече от две години. По това време Трули работи в комисията по разследване на инцидента. При подновяването на полетите, петдесетгодишния астронавт получава номинация за командир на мисия STS-26 - първи старт на совалката след трагедията от 1986 г. Той среща затруднения с възстановяването на летателния си статус и предпочита да се насочи към административна дейност. През май 1989 г. Ричард Трули става Директор на НАСА. Той е първият астронавт достигнал най-високата длъжност в космическата администрация на САЩ.
| Космически полети на Ричард Харисън Трули                 | Космически полети на Ричард Харисън Трули | Космически полети на Ричард Харисън Трули | Космически полети на Ричард Харисън Трули | Космически полети на Ричард Харисън Трули | Космически полети на Ричард Харисън Трули | Космически полети на Ричард Харисън Трули |
| №                                                         | Дата                                      | КК                                        | Емблема на мисията                        | Функции                                   | Продължителност                           |                                           |
| --------------------------------------------------------- | ----------------------------------------- | ----------------------------------------- | ----------------------------------------- | ----------------------------------------- | ----------------------------------------- | ----------------------------------------- |
|                                                           | 1977                                      | „Ентърпрайз“, ALT                         |                                           | Пилот                                     | Три изпитателни полета                    |                                           |
| 1                                                         | 12 ноември 1981                           | „Колумбия“, STS-2                         |                                           | Пилот                                     | 2 денонощия 06 часа 13 мин. 12 сек.       |                                           |
| 2                                                         | 30 август 1983                            | „Чалънджър“, STS-8                        |                                           | Командир                                  | 6 денонощия 01 час 08 мин. 43 сек.        |                                           |
| Сумарно време в космоса – 8 денонощия 07 часа и 21 минути |                                           |                                           |                                           |                                           |                                           |                                           |

## След НАСА
След като напуска НАСА, Трули става вицепрезидент и директор на Научния технологичен институт в Атланта, Джорджия. Тази длъжност заема от 1992 до 1997 г. След това до 2005 г. е директор на Департамента по енергетика и вицепрезидент на Научния институт по енергетика на средния запад. От май 2007 г. е член на сенатската комисия по климатичните промени.

## Награди
- Медал за отлична служба;
- Медал за похвална служба;
- Легион за заслуги;
- Летателен кръст за отлична служба;
- Медал за похвала;
- Медал на НАСА за отлична служба;
- Медал на НАСА за участие в космически полет.